# ナンヨウマミジロアジサシ
ナンヨウマミジロアジサシ（南洋眉白鯵刺、学名：Onychoprion lunatus）は、チドリ目カモメ科に分類される鳥類の一種である。

## 形態
体長は約36cm。マミジロアジサシとよく似ているがやや大型である。頭上から後頭部は黒く、通眼線も黒で後頭部とつながる。背中、翼の上面、腰、尾は暗い灰色で体の下面は白色。嘴と足は黒。

## 分類
本種は以前はアジサシ属（Sterna）とされていたが、ミトコンドリアDNA研究によりセグロアジサシ属（Onychoprion）に分類されることになった。2024年時点で主要なチェックリストはすべてOnychoprion としている。

## 分布
太平洋の熱帯地方に分布する。
日本では極めて稀な迷鳥として、北硫黄島、南鳥島での記録がある。